# Miranda (film)
Miranda är en romantisk thriller från 2002 regisserad av Marc Munden med Christina Ricci, Kyle MacLachlan, John Simm, John Hurt, Tamsin Greig och Julian Rhind-Tutt.

## Handling
Frank (Simm) är en bibliotekarie i Storbritannien, som faller för en mystisk amerikansk danserska, Miranda (Ricci). Hon försvinner, och han spårar upp henne i London, och får då reda på att hon är en bedragare. Han lämnar henne, och återvänder till norra England.
Miranda och hennes chef (Hurt) säljer byggnader som de inte äger till sina offer. Efter att hennes chef lyckats med en större blåsning lämnar han henne och kunden (MacLachlan) vill utkräva hämnd på Miranda. Frank inser att han inte skulle ha lämnat henne, återvänder till London och räddar henne.

## Inspelningsplatser
Filmen spelades in i London och i Scarborough.